# Járdánháza
Járdánháza ist eine ungarische Gemeinde im Kreis Ózd im Komitat Borsod-Abaúj-Zemplén. 

## Geografische Lage
Járdánháza liegt in Nordungarn, 65 Kilometer nordwestlich des Komitatssitzes Miskolc, an dem kleinen Fluss Hódos-patak.
Nachbargemeinden sind Arló, etwa 3 km von Járdánháza entfernt, und Borsodszentgyörgy, etwa  9 km  von Járdánháza entfernt.
Die nächste, 4 km entfernte Stadt ist Borsodnádasd.

## Sehenswürdigkeiten
- Gedächtniskapelle Béla IV. (IV. Béla emlékkápolnája)
- Römisch-katholische Kirche Kisboldogasszony, erbaut Mitte des 19. Jahrhunderts

## Verkehr
Durch Járdánháza verläuft die Hauptstraße Nr. 25. Der nächstgelegene Bahnhof befindet sich nördlich in der Stadt  Ózd.

## Bilder

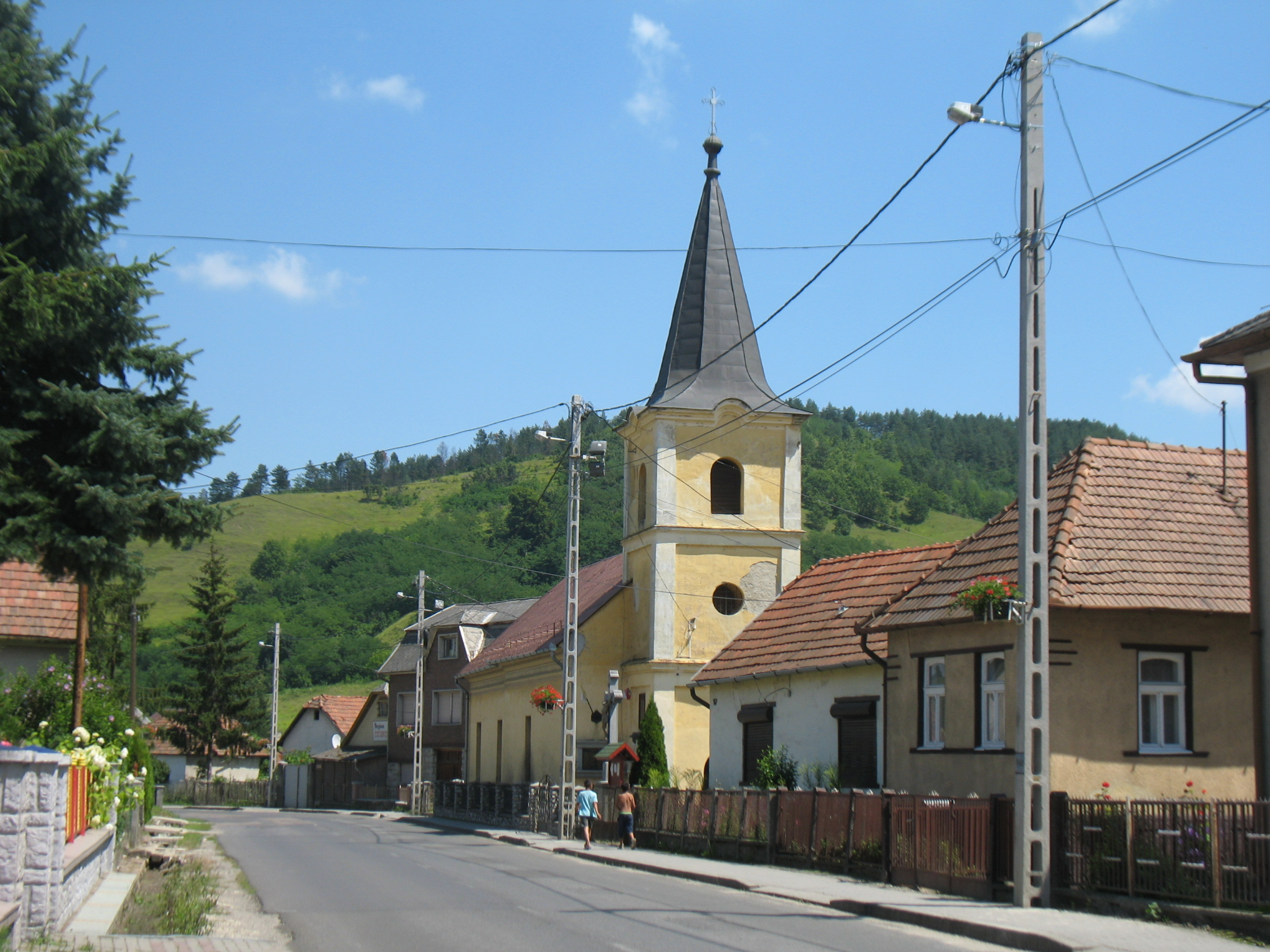
Römisch-katholische Kirche Kisboldogasszony
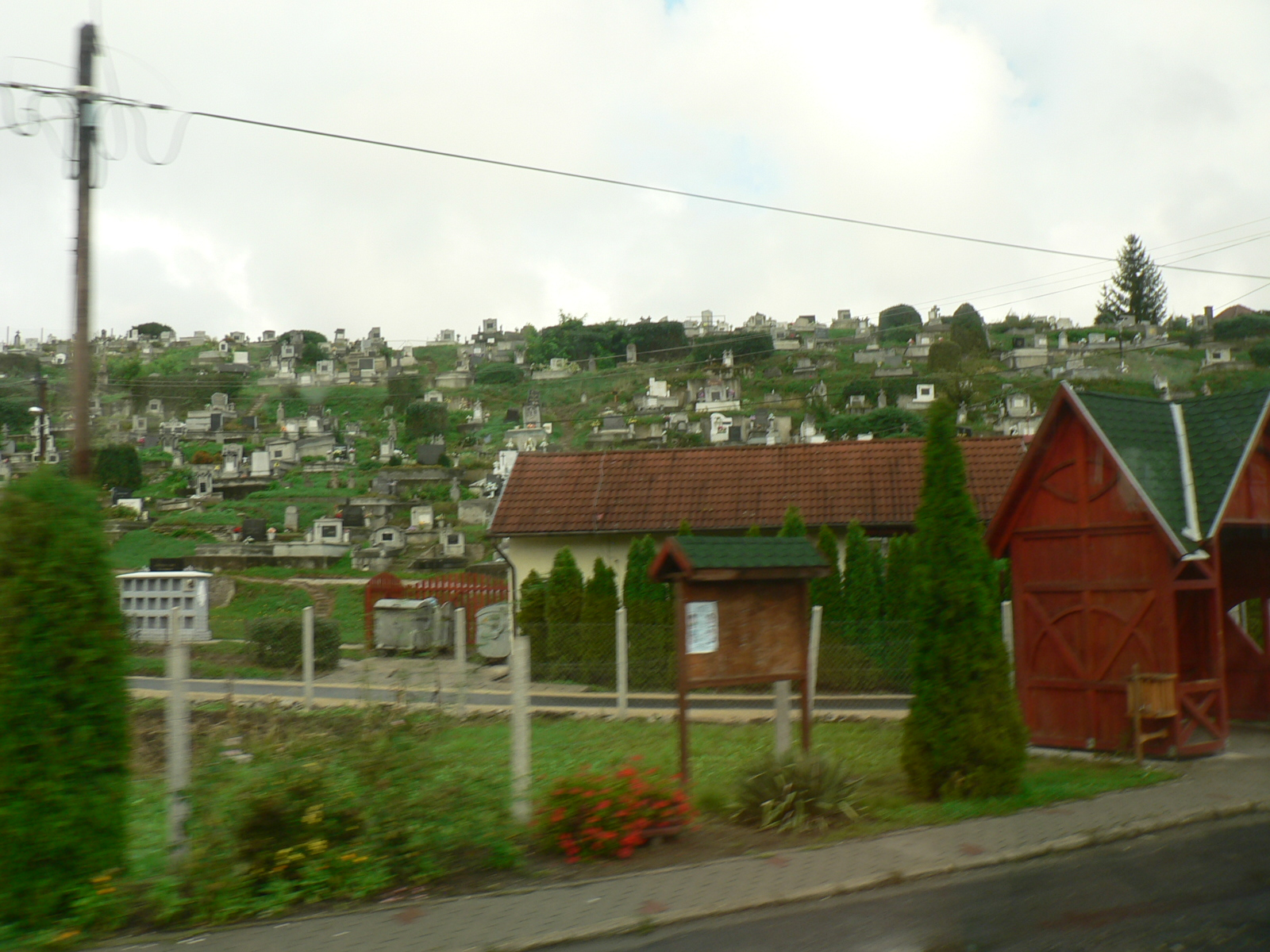
Blick auf den Friedhof
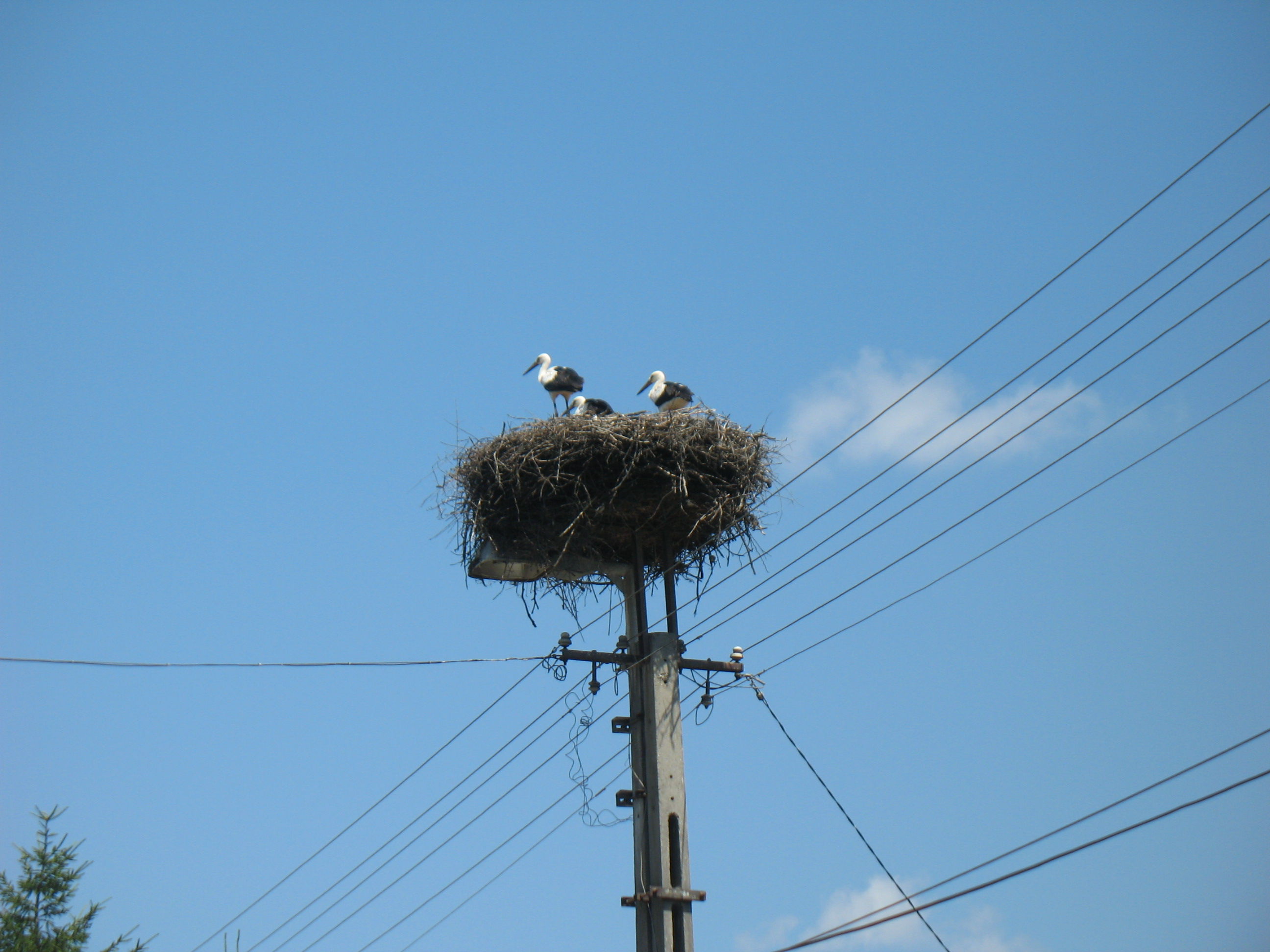
Storchennest in Járdánháza